# Dušan Jovanović (Dramatiker)

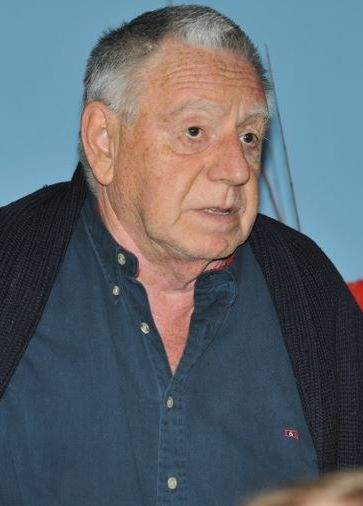
Dušan Jovanović (2010)

Dušan Jovanović (* 1. Oktober 1939 in Belgrad, Königreich Jugoslawien; † 1. Januar 2021 in Ljubljana, Slowenien) war ein slowenischer Dramatiker, Regisseur und Schriftsteller. Er zählt zu den bedeutendsten slowenischen Dramatikern und ist bekannt für sein experimentelles und absurdes Theater.

## Leben und Werk
Jovanović zog 1951 nach der Scheidung seiner Eltern mit seinem Vater von Belgrad nach Ljubljana. Dort studierte er Englisch und Französisch an der Philosophischen Fakultät der Universität Ljubljana und anschließend Regie auf der Akademie für Theater, Radio, Film und Fernsehen (AGRFT), auf der er von 1989 bis 2006 den Lehrstuhl für Regie innehatte. Er war bedeutender Initiator neuer Theater und Theatergruppen, darunter die neo-avantgardistische Gruppe Pupilija Ferkeverk und das experimentelle Theater Glej. Von 1978 bis 1987 war er künstlerischer Leiter des Slovensko mladinsko gledališče (Slowenisches Jugendtheater).
Jovanović ist Autor zahlreicher avantgardistischer, postmodernistischer, absurder und experimenteller Stücke, die die existenzielle und gesellschaftliche Problematik in Jugoslawien nach dem Zweiten Weltkrieg beleuchten. Seine Inszenierungen, nicht nur seiner eigenen Stücke, sondern auch slowenischer wie internationaler Klassiker, prägten die slowenische Theaterszene maßgeblich und nachhaltig. Neben seinem dramatischen Opus betätigte sich Jovanović auch als Schriftsteller verschiedener Genres und schrieb zudem Szenarien für Film und Fernsehen.
Jovanović war bekannt dafür, Tabus zu brechen und neue Diskurse zu öffnen. Besonders Osvoboditev Skopja (1978) (dt. Übersetzung Die Befreiung Skopjes), in der aus Kindesperspektive von der deutschen und bulgarischen Besetzung Skopjes erzählt wird, und Karamazovi (1989) („Die Karamazovs“), das die kroatische Insel Goli otok behandelt, die der Kommunistischen Partei Jugoslawiens als Gefängnisinsel bzw. Umerziehungslager für politische Gefangene diente, stechen hierbei hervor. Die Jugoslawienkriege und die jugoslawische Identität sind ebenfalls wiederkehrende Themen in seinem Opus.
Jovanović erhielt zahlreiche Preise und Auszeichnungen, darunter siebenmal den Borštnik-Preis für die beste Regie und viermal für die beste Inszenierung, dreimal den Grum-Preis, 1979 den Preis des Prešeren-Fonds, dessen Vorsitzender er später von 2005 bis 2008 wurde, und 1990 die höchste Auszeichnung Sloweniens auf dem Gebiet von Kunst und Kultur, den Prešeren-Preis. Außerdem erhielt er 2008 den Rožanc-Preis für den besten Essayband und 2009 den Goldenen Orden der Republik Slowenien für sein Werk und seine Verdienste um die slowenische Kultur.
Jovanović war zweimal verheiratet. Mit seiner ersten Frau Vida Zei hatte er einen Sohn, mit seiner zweiten Ehefrau, der Schauspielerin Milena Zupančič, zwei Kinder.

## Literarische Werke (Auswahl)
- Don Juan na psu ali Zdrav duh v zdravem telesu. (Roman, Maribor, 1969)
- Paberki (Essays, Ljubljana, 1996)
- Moški, ženska (Briefwechsel mit Manca Košir, Ljubljana, 2000)
- Nisem (Lyrik, Ljubljana, 2011)
- Na stara leta sem vzljubil svojo mamo (Hybrid aus Essay, Autobiografie und Memoiren, Ljubljana, 2018)

### Übersetzungen ins Deutsche
- Antigone. Sätze aus alten Köpfen für neue Münder (übersetzt von Valerija Cokan, Martin Cregeen, Fabjan Hafner, Neva Skapin Šlibar, Tadeja Tomšič, Ljubljana, 1993)
- Die Befreiung von Skopje (übersetzt von Klaus Detlef Olof, Klagenfurt, 1989)
- Wand, See. (übersetzt von Klaus Detlef Olof, Erich Prunč, In: Drei Dramen. Wand, See. Die Menschenfresser. Anna, Klagenfurt, Salzburg, 1990)